# Forehand

Den ryska tennisspelaren Svetlana Kuznetsova visar här en forehand.

Forehand är när man, oftast i racketsporter, slår ett slag och handens innersida (handflatan) är riktad i slagriktningen. Brukar oftast slås med en hand men vissa spelare slår forehand med två händer. Som kallas för en dubbelfattad forehand, som är som en backhand på den dominanta sidan.